# Otto Sutermeister
Otto Sutermeister (*27 de septiembre de 1832 en Tegerfelden; † 18 de agosto de 1901 en Aarau) fue un profesor universitario suizo que, junto con Ludwig Bechstein, es conocido como uno de los principales colectores de cuentos populares en idioma alemán. 
Otto Sutermeister fue profesor hasta 1866 del Seminario de Küsnacht. Desde 1866 hasta 1873 enseñó en la escuela secundaria (Kantonsschule) en Aarau. En 1876 fue director de formación del profesorado (Lehrerseminar) en Mariaberg (Rorschach). Desde 1880 hasta 1890 enseñó en la Escuela Superior de las Niñas de Berna (Höheren Töchterschule Bern). A partir de 1890 Sutermeister era profesor de Lengua y Literatura Alemana en la Universidad de Berna. En 1900, renunció por razones de salud.
Otto Sutermeister fue colaborador/asistente en la elaboración del Idiotikon suizo; también escribió libros para niños, y fue editor de las obras de Jeremias Gotthelf. 

## Obra
- (1929): Die drei Raben u. a. Schweizer Hausmärchen. Donauwörth: Auer.
- (1903): Das große Rätselbuch: 2000 Original-Rätsel für jung und alt. Berna: Schultze.
- (1888) (editor): Ein Kind des Volkes – Schweizerisches Lebensbild de Jakob Senn.
- (1885): Für d'Chinderstube. Zúrich: Orell Füssli.
- (a partir de 1882): Sammlung deutsch-schweizerischer Mundart-Literatur. Zúrich: Orell Füssli. (Digitalizaciones de la mayoría de los cuadernos deesta colección en el Internet Archive)
- (1869): Kinder- und Hausmärchen aus der Schweiz. Aarau: H. R. Sauerländer (Texto completo en Zeno.org. Reimpresión por la empresa Friedrich Reinhard, Basilea, 1977, ISBN 3-7245-0406-3)
- (1869): Die Schweizerischen Sprichwörter der Gegenwart in ausgewählter Sammlung. Aarau: J.J. Christen. (Digitalizaciones en el Internet Archive)
- (1860): Schweizerische Haussprüche: ein Beitrag zur epigrammatischen Volkspoesie aus der Landschaft Zürich. Zúrich: S. Höhr. (Digitalizaciones en el Internet Archive)
- Otto Sutermeister (? (mínimo 3 ediciones)). Lebensfrüchte. Berna: Editora W. Kaiser.
- Otto Sutermeister (editor): Uli der Knecht y Uli der Pächter de Jeremias Gotthelf.